# Malesherbes
Malesherbes è un comune francese di 6 234 abitanti situato nel dipartimento del Loiret nella regione del Centro-Valle della Loira.

## Società

### Evoluzione demografica
Abitanti censiti